# جولي ريتشاردز
جولي ريتشاردز (بالإنجليزية: Julie Richards)‏ هي متسابقة الحدث أمريكية، ولدت في 26 سبتمبر 1970 في نيونان في الولايات المتحدة.

## وصلات خارجية
- جولي ريتشاردز على موقع أوليمبيديا (الإنجليزية)